# Călătorie într-un picior
Călătorie într-un picior (în germană Reisende auf einem Bein) este un roman al autoarei premiate cu premiul Nobel Herta Müller, publicat în limba germană în 1989 de Rotbuch Verlag.  

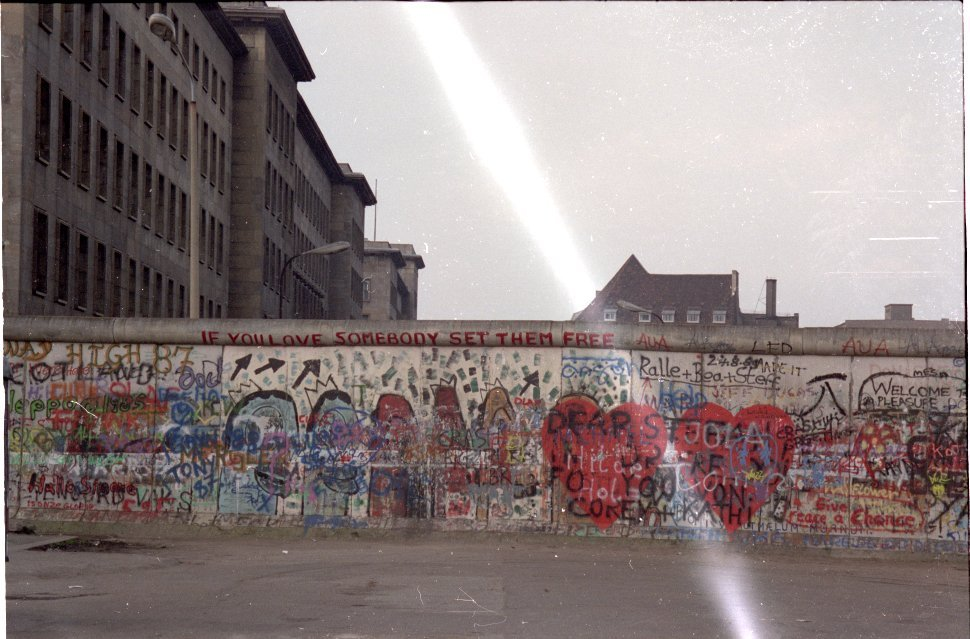
O parte din Zidul Berlinului, 1988. Protagonistul Irene vizitează o cunoștință din a cărei locuință se poate vedea Zidul.

Protagonista Irene este o femeie de limbă germană la mijlocul vârstei, care tocmai a emigrat din România în Germania de Vest și a început să locuiască în Berlin în a doua jumătate a anilor 1980. Cartea explorează temele exilului, patriei și identității și cunoașterea sau relația nereușită a protagonistei cu trei bărbați diferiți. 
Irene încearcă să scape de traumatizarea ei, creând un colaj din tăieturi din ziare. Prin procesul creativ, ea experimentează ceea ce ar putea simți o subiectivitate fluidă. Irene nu poate trăi decât aici și acum, negând că dorește să-și înțeleagă viața și să o păstreze sub control. Deci, dinamica colajului dintre design și serendipitate atrage atenția ei și oferă un fel de consolare.
Publicat după emigrarea lui Müller în Germania, romanul este citat în istoria culturilor literare din Europa Centrală din 2010, împreună cu Der Teufel sitzt im Spiegel și Animalul inimii, atrăgând atenția asupra muncii sale în Occident .  Romanul, unul dintre mai multe pentru care autorul a fost recompensat  cu Premiul Nobel în 2009,  a fost publicat în limba engleză în 1998 de către Hydra Books / Northwestern University Press, tradus de Valentina Glajar și André Lefevere . 

## Traduceri
- 1990 Rejsende på et ben, tradusă în daneză de Nanna Thirup
- 1991 Resande på ett ben, tradusă în suedeză de Karin Löfdahl
- 1992 Reizigster op één a fost: roman, tradus în olandeză de Gerda Meijerink
- 1993 În viaggio su una gamba sola, tradusă în italiană de Lidia Castellani
- 1993 Μετεωροί ταξιδιώτες, tradus în limba greacă de Katerina Chatzē
- 1998 Traveling on one leg, tradus în limba engleză de Valentina Glajar și André Lefevere
- 2010 Călătorie într-un picior, tradus în limba română de Corina Bernic
- 2010 独腿 旅行 的 人, împreună cu Die Welt ist ein großer Fasan, tradus în chineză de Min Chen și Ni A
- 2013 Tek bacaklı yolcu, tradus în limba turcă de Çağlar Tanyeri
- 2015 Патничка на една нога, tradusă în limba macedoneană de Boban Zdravkovski Andreevski

## Legături externe
- Opiniile cititorilor privind Călătorie într-un picior , goodreads.com